# Diócesis de Jabalpur
La diócesis de Jabalpur (en latín: Dioecesis Iabalpurensis y en inglés: Roman Catholic Diocese of Jabalpur) es una circunscripción eclesiástica de la Iglesia católica en India. Se trata de una diócesis latina, sufragánea de la arquidiócesis de Bhopal. Desde el 16 de mayo de 2001 su obispo es Gerald Almeida.

## Territorio y organización
La diócesis tiene 52 980 km² y extiende su jurisdicción sobre los fieles católicos de rito latino residentes en 5 distritos del estado de Madhya Pradesh: Jabalpur, Damoh, Mandla, Shahdol y Narsinghpur y el tehsil de Lakhnadon en el distrito de Seoni.
La sede de la diócesis se encuentra en la ciudad de Jabalpur, en donde se halla la Catedral de San Pedro y San Pablo.
En 2021 en la diócesis existían 13 parroquias.

## Historia
La prefectura apostólica de Jubbulpore fue erigida el 18 de julio de 1932 con la bula De Romanorum Pontificum del papa Pío XI, obteniendo el territorio de las diócesis de Allahabad y Nagpur (hoy arquidiócesis de Nagpur).
El 21 de octubre de 1950, en virtud del decreto Cum post rerum de la Sagrada Congregación de Propaganda Fide, asumió el nombre de prefectura apostólica de Jabalpur.
El 19 de septiembre de 1953 la bula Mutant res del papa Pío XII transfirió la prefectura apostólica de Jabalpur de la provincia eclesiástica de la arquidiócesis de Madrás y Meliapor a la provincia eclesiástica de la arquidiócesis de Nagpur.
El 5 de julio de 1954 la prefectura apostólica fue elevada al rango de diócesis con la bula Qui genus hominum del papa Pío XII.
El 13 de septiembre de 1963 cedió una parte de su territorio la erección de la arquidiócesis de Bhopal, de la que simultáneamente se convirtió en sufragánea, con la bula Qui divino consilio del papa Pablo VI.
El 29 de julio de 1968 cedió otra porción de territorio para la erección del exarcado apostólico de Satna (hoy eparquía de Satna) mediante la bula In more est del papa Pablo VI.

## Estadísticas
Según el Anuario Pontificio 2022 la diócesis tenía a fines de 2021 un total de 28 238 fieles bautizados.
| Año                                                                             | Población            | Población  | Población      | Sacerdotes | Sacerdotes    | Sacerdotes    | Bautizados por sacerdote | Diáconos permanentes | Religiosos | Religiosos | Parroquias |
| Año                                                                             | Bautizados católicos | Total      | % de católicos | Total      | Clero secular | Clero regular | Bautizados por sacerdote | Diáconos permanentes | Varones    | Mujeres    | Parroquias |
| ------------------------------------------------------------------------------- | -------------------- | ---------- | -------------- | ---------- | ------------- | ------------- | ------------------------ | -------------------- | ---------- | ---------- | ---------- |
| 1950                                                                            | 5983                 | 8 890 542  | 0.1            | 32         | 4             | 28            | 186                      |                      |            | 65         | 2          |
| 1970                                                                            | 14 253               | 3 831 459  | 0.4            | 46         | 32            | 14            | 309                      |                      | 27         | 95         | 4          |
| 1980                                                                            | 18 213               | 5 373 000  | 0.3            | 54         | 43            | 11            | 337                      |                      | 17         | 129        | 8          |
| 1990                                                                            | 25 441               | 6 723 000  | 0.4            | 62         | 42            | 20            | 410                      |                      | 28         | 177        | 9          |
| 1999                                                                            | 25 130               | 8 017 000  | 0.3            | 110        | 62            | 48            | 228                      |                      | 109        | 256        | 12         |
| 2000                                                                            | 25 867               | 8 115 000  | 0.3            | 110        | 62            | 48            | 235                      |                      | 109        | 250        | 12         |
| 2001                                                                            | 29 187               | 8 145 000  | 0.4            | 111        | 62            | 49            | 262                      |                      | 100        | 245        | 12         |
| 2002                                                                            | 28 803               | 8 150 000  | 0.4            | 114        | 65            | 49            | 252                      |                      | 100        | 273        | 12         |
| 2003                                                                            | 25 187               | 9 032 285  | 0.3            | 124        | 70            | 54            | 203                      |                      | 117        | 278        | 12         |
| 2004                                                                            | 25 292               | 8 450 000  | 0.3            | 125        | 71            | 54            | 202                      |                      | 117        | 281        | 12         |
| 2006                                                                            | 28 787               | 9 032 285  | 0.3            | 138        | 76            | 62            | 208                      |                      | 117        | 330        | 12         |
| 2013                                                                            | 25 416               | 9 758 000  | 0.3            | 139        | 83            | 56            | 182                      |                      | 95         | 349        | 13         |
| 2016                                                                            | 26 280               | 9 940 000  | 0.3            | 145        | 85            | 60            | 181                      |                      | 106        | 352        | 13         |
| 2019                                                                            | 27 093               | 10 292 000 | 0.3            | 123        | 85            | 38            | 220                      |                      | 81         | 367        | 13         |
| 2021                                                                            | 28 238               | 10 500 000 | 0.3            | 121        | 76            | 45            | 233                      |                      | 88         | 327        | 13         |
| Fuente: Catholic-Hierarchy, que a su vez toma los datos del Anuario Pontificio. |                      |            |                |            |               |               |                          |                      |            |            |            |

## Episcopologio
- Conrad Dubbelman, O.Praem. † (29 de mayo de 1933-17 de diciembre de 1965 renunció[nota 1])
- Leobard D'Souza † (17 de diciembre de 1965 por sucesión-1 de julio de 1975 nombrado arzobispo de Nagpur)
- Théophane Matthew Thannickunnel, O.Praem. † (1 de marzo de 1976-16 de mayo de 2001 retirado)
- Gerald Almeida, por sucesión el 16 de mayo de 2001